# Nino Segarra
Nino Segarra (Maricao; 21 de junio de 1953) es un cantautor y músico puertorriqueño-estadounidense.

## Biografía

### Primeros años
Segarra nació en Maricao, Puerto Rico, en el seno de una familia de músicos. Siempre estuvo rodeado de muchos instrumentos musicales y, en su niñez, aprendió a tocar la batería, la guitarra y el cuatro. Recibió su educación primaria y secundaria en su ciudad natal.

### Carrera musical
En 1976 tocó la batería y la guitarra para varias bandas locales, y cuando tenía 16 años, hizo una audición para el papel de guitarrista y fue contratado por una banda llamada The Monarc. Sin embargo, un año más tarde se unió a la agrupación Mundo de Ponce, con la que hizo su primera grabación y arreglo musical. Se matriculó en la Universidad Interamericana de San Germán, Puerto Rico, para estudiar composición, arreglos musicales y voz. Obtuvo su licenciatura con especialización en música.
Segarra comenzó a hacer arreglos musicales para producciones teatrales y orquestas sinfónicas. En 1988, ya había trabajado como arreglista para Andy Montañez, Marvin Santiago, Eddie Santiago, Oscar de León y otros cantantes de salsa. También produjo y realizó los arreglos musicales de sus propias canciones, entre ellas "Con la música por dentro", "El maestro", "Solo por tí", "Loco de amor" y "Porque te amo" (escrita por Alberto Testa y Giampiero Felisatti en Italia, y adaptada al español por Pedro Arroyo), que se convirtió en un éxito en las listas latinas.

## Discografía
- Que Viva la Salsa (1987)
- La Fuente (1989)
- Con la Música Por Dentro (1990)
- Entre la Espada y la Pared (1991)
- Loco de Amor (1992)
- El Maestro (1994)
- Solo Por Ti (1995)
- Éxitos y Más Éxitos (1995)
- Romántico Salsero (1998)
- Vivo Por Ella (2004)
- De Nino a Nino: Homenaje a Nino Bravo (2007)
- 30 Años de Trayectoria Musical (2012)